# Kokoszczyn (województwo wielkopolskie)
Kokoszczyn – wieś w Polsce położona w województwie wielkopolskim, w powiecie poznańskim, w gminie Tarnowo Podgórne.
Wieś duchowna Kokoszczino, własność kapituły katedralnej poznańskiej, położona była w 1580 roku w powiecie poznańskim województwa poznańskiego. W latach 1975–1998 miejscowość administracyjnie należała do województwa poznańskiego.